# Don't Worry
"Don't Worry" is een single van het Noorse duo Madcon en de Amerikaanse zanger Ray Dalton. Hij is geschreven door Teddy Sky, Johnny Powers Severin, Dalton en Madcon en werd uitgegeven als muziekdownload op 20 februari 2015. De song behaalde de vierde plek in de Noorse hitlijsten en stond in verschillende landen binnen de top-tien.

## Videoclip
De bijhorende videoclip verscheen op 18 april 2015.

## Tracklijst
| Nr. | Titel                        | Duur |
| --- | ---------------------------- | ---- |
| 1.  | Don't Worry (met Ray Dalton) | 3:34 |

| Nr. | Titel                    | Duur |
| --- | ------------------------ | ---- |
| 1.  | Don't Worry (radio edit) | 3:35 |

## Hitnoteringen

### Nederlandse Top 40
| Hitnotering: 06-06-2015 t/m 21-11-2015 | Hitnotering: 06-06-2015 t/m 21-11-2015 | Hitnotering: 06-06-2015 t/m 21-11-2015 | Hitnotering: 06-06-2015 t/m 21-11-2015 | Hitnotering: 06-06-2015 t/m 21-11-2015 | Hitnotering: 06-06-2015 t/m 21-11-2015 | Hitnotering: 06-06-2015 t/m 21-11-2015 | Hitnotering: 06-06-2015 t/m 21-11-2015 | Hitnotering: 06-06-2015 t/m 21-11-2015 | Hitnotering: 06-06-2015 t/m 21-11-2015 | Hitnotering: 06-06-2015 t/m 21-11-2015 | Hitnotering: 06-06-2015 t/m 21-11-2015 | Hitnotering: 06-06-2015 t/m 21-11-2015 | Hitnotering: 06-06-2015 t/m 21-11-2015 |
| Week:                                  | 1                                      | 2                                      | 3                                      | 4                                      | 5                                      | 6                                      | 7                                      | 8                                      | 9                                      | 10                                     | 11                                     | 12                                     | 13                                     |
| -------------------------------------- | -------------------------------------- | -------------------------------------- | -------------------------------------- | -------------------------------------- | -------------------------------------- | -------------------------------------- | -------------------------------------- | -------------------------------------- | -------------------------------------- | -------------------------------------- | -------------------------------------- | -------------------------------------- | -------------------------------------- |
| Positie:                               | 33                                     | 28                                     | 26                                     | 20                                     | 16                                     | 15                                     | 15                                     | 8                                      | 7                                      | 3                                      | 3                                      | 5                                      | 6                                      |
| Week:                                  | 14                                     | 15                                     | 16                                     | 17                                     | 18                                     | 19                                     | 20                                     | 21                                     | 22                                     | 23                                     | 24                                     | 25                                     |                                        |
| Positie:                               | 9                                      | 10                                     | 11                                     | 12                                     | 15                                     | 16                                     | 21                                     | 22                                     | 31                                     | 33                                     | 37                                     | 40                                     | uit                                    |

### NederlandseSingle Top 100
| Hitnotering: 30-05-2015 t/m 28-11-2015 | Hitnotering: 30-05-2015 t/m 28-11-2015 | Hitnotering: 30-05-2015 t/m 28-11-2015 | Hitnotering: 30-05-2015 t/m 28-11-2015 | Hitnotering: 30-05-2015 t/m 28-11-2015 | Hitnotering: 30-05-2015 t/m 28-11-2015 | Hitnotering: 30-05-2015 t/m 28-11-2015 | Hitnotering: 30-05-2015 t/m 28-11-2015 | Hitnotering: 30-05-2015 t/m 28-11-2015 | Hitnotering: 30-05-2015 t/m 28-11-2015 | Hitnotering: 30-05-2015 t/m 28-11-2015 | Hitnotering: 30-05-2015 t/m 28-11-2015 | Hitnotering: 30-05-2015 t/m 28-11-2015 | Hitnotering: 30-05-2015 t/m 28-11-2015 | Hitnotering: 30-05-2015 t/m 28-11-2015 |
| Week:                                  | 1                                      | 2                                      | 3                                      | 4                                      | 5                                      | 6                                      | 7                                      | 8                                      | 9                                      | 10                                     | 11                                     | 12                                     | 13                                     | 14                                     |
| -------------------------------------- | -------------------------------------- | -------------------------------------- | -------------------------------------- | -------------------------------------- | -------------------------------------- | -------------------------------------- | -------------------------------------- | -------------------------------------- | -------------------------------------- | -------------------------------------- | -------------------------------------- | -------------------------------------- | -------------------------------------- | -------------------------------------- |
| Positie:                               | 88                                     | 52                                     | 43                                     | 31                                     | 22                                     | 16                                     | 16                                     | 16                                     | 14                                     | 13                                     | 15                                     | 12                                     | 10                                     | 14                                     |
| Week:                                  | 15                                     | 16                                     | 17                                     | 18                                     | 19                                     | 20                                     | 21                                     | 22                                     | 23                                     | 24                                     | 25                                     | 26                                     | 27                                     |                                        |
| Positie:                               | 15                                     | 16                                     | 21                                     | 26                                     | 33                                     | 32                                     | 37                                     | 38                                     | 44                                     | 50                                     | 58                                     | 76                                     | 87                                     | uit                                    |

### 3FM Mega Top 50
| Hitnotering: 30-05-2015 t/m 21-11-2015 | Hitnotering: 30-05-2015 t/m 21-11-2015 | Hitnotering: 30-05-2015 t/m 21-11-2015 | Hitnotering: 30-05-2015 t/m 21-11-2015 | Hitnotering: 30-05-2015 t/m 21-11-2015 | Hitnotering: 30-05-2015 t/m 21-11-2015 | Hitnotering: 30-05-2015 t/m 21-11-2015 | Hitnotering: 30-05-2015 t/m 21-11-2015 | Hitnotering: 30-05-2015 t/m 21-11-2015 | Hitnotering: 30-05-2015 t/m 21-11-2015 | Hitnotering: 30-05-2015 t/m 21-11-2015 | Hitnotering: 30-05-2015 t/m 21-11-2015 | Hitnotering: 30-05-2015 t/m 21-11-2015 | Hitnotering: 30-05-2015 t/m 21-11-2015 | Hitnotering: 30-05-2015 t/m 21-11-2015 |
| Week:                                  | 1                                      | 2                                      | 3                                      | 4                                      | 5                                      | 6                                      | 7                                      | 8                                      | 9                                      | 10                                     | 11                                     | 12                                     | 13                                     | 14                                     |
| -------------------------------------- | -------------------------------------- | -------------------------------------- | -------------------------------------- | -------------------------------------- | -------------------------------------- | -------------------------------------- | -------------------------------------- | -------------------------------------- | -------------------------------------- | -------------------------------------- | -------------------------------------- | -------------------------------------- | -------------------------------------- | -------------------------------------- |
| Positie:                               | 48                                     | 29                                     | 27                                     | 24                                     | 16                                     | 10                                     | 10                                     | 6                                      | 5                                      | 7                                      | 4                                      | 4                                      | 7                                      | 9                                      |
| Week:                                  | 15                                     | 16                                     | 17                                     | 18                                     | 19                                     | 20                                     | 21                                     | 22                                     | 23                                     | 24                                     | 25                                     | 26                                     |                                        |                                        |
| Positie:                               | 9                                      | 10                                     | 11                                     | 12                                     | 15                                     | 17                                     | 18                                     | 20                                     | 27                                     | 35                                     | 35                                     | 49                                     | uit                                    |                                        |

## Releasedata
| Land                | Releasedatum     | Formaat        | Label      |
| ------------------- | ---------------- | -------------- | ---------- |
| Noorwegen           | 20 februari 2015 | Muziekdownload | Warner     |
| Verenigd Koninkrijk | 21 augustus 2015 | Muziekdownload | Parlophone |